# Maḩbūb Kandī
Maḩbūb Kandī (persiska: مَحبوب كَندی) är en ort i Iran. Den ligger i den nordvästra delen av landet, nära gränsen mot Azerbajdzjan, 500 km nordväst om huvudstaden Teheran. Maḩbūb Kandī ligger 202 meter över havet och folkmängden uppgår till cirka 700 invånare.

## Geografi
Terrängen runt Maḩbūb Kandī är huvudsakligen platt, men åt sydväst är den kuperad. Terrängen runt Maḩbūb Kandī sluttar norrut. Runt Maḩbūb Kandī är det ganska tätbefolkat, med 104 invånare per kvadratkilometer. Närmaste större samhälle är Āq Qabāq, 1,4 km sydost om Maḩbūb Kandī. Trakten runt Maḩbūb Kandī består till största delen av jordbruksmark.